# Jacobus Augustinus van Straaten
Jacobus Augustinus (Jacques) van Straaten (Utrecht, 28 januari 1862 - Amsterdam, 19 oktober 1920) was een Nederlandse architect.
Diverse bouwwerken van J.A. van Straaten jr. zijn gewaardeerd als monument. Daarin was hij onder meer eind 19e eeuw  betrokken bij het nieuwe ontwerp voor het kasteeldorp Haarzuilens, het raadhuis aldaar ontwierp hij samen met Joseph Cuypers. In Amsterdam ontwierp hij rond 1911 deels het warenhuis van De Bijenkorf aan de Dam. 

## Afbeeldingen

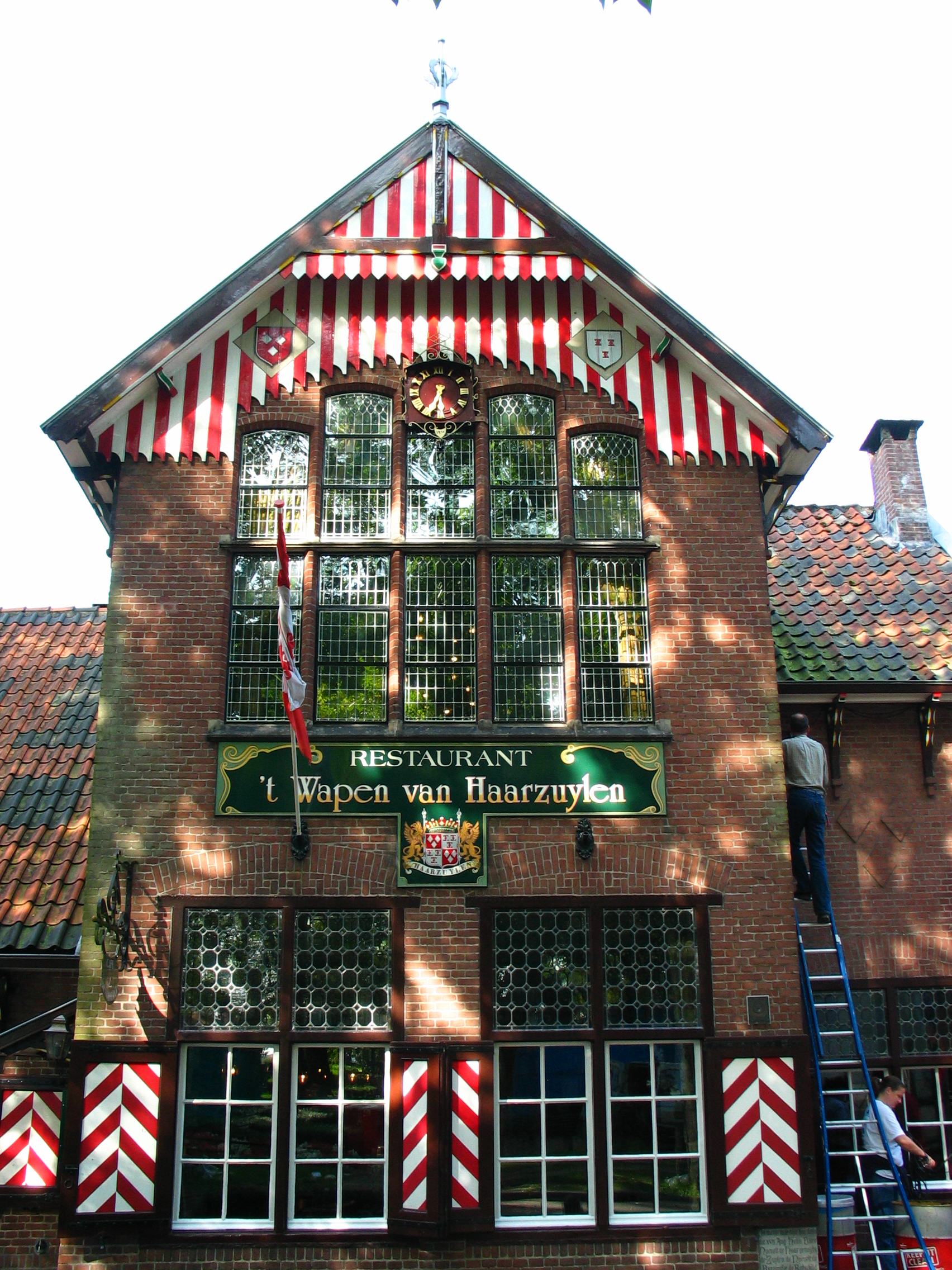
't Wapen van Haarzuylen in Haarzuilens (Brink 2, ca. 1897)
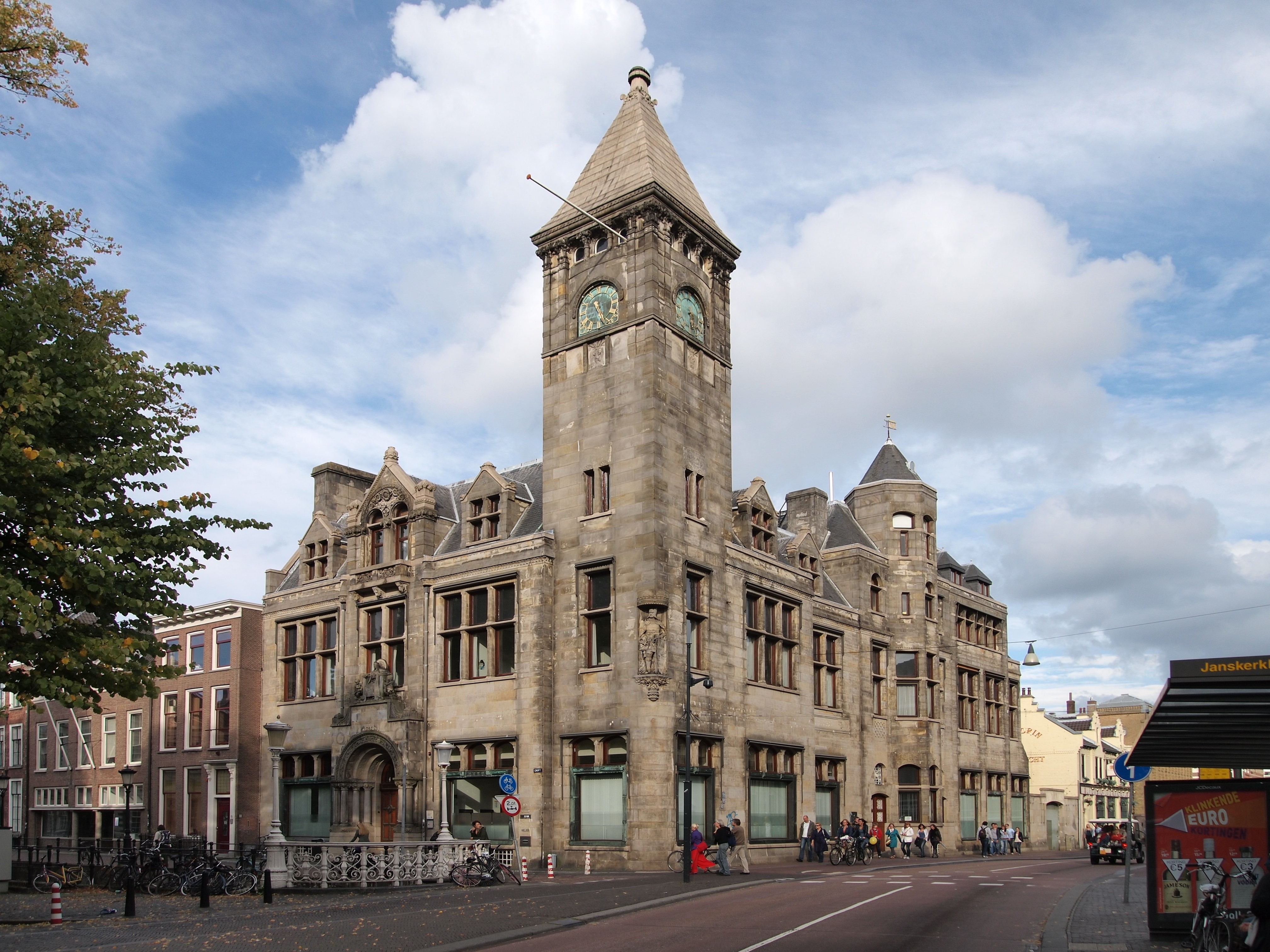
Piëtas te Utrecht (hoek Drift/Nobelstraat, ca. 1904)
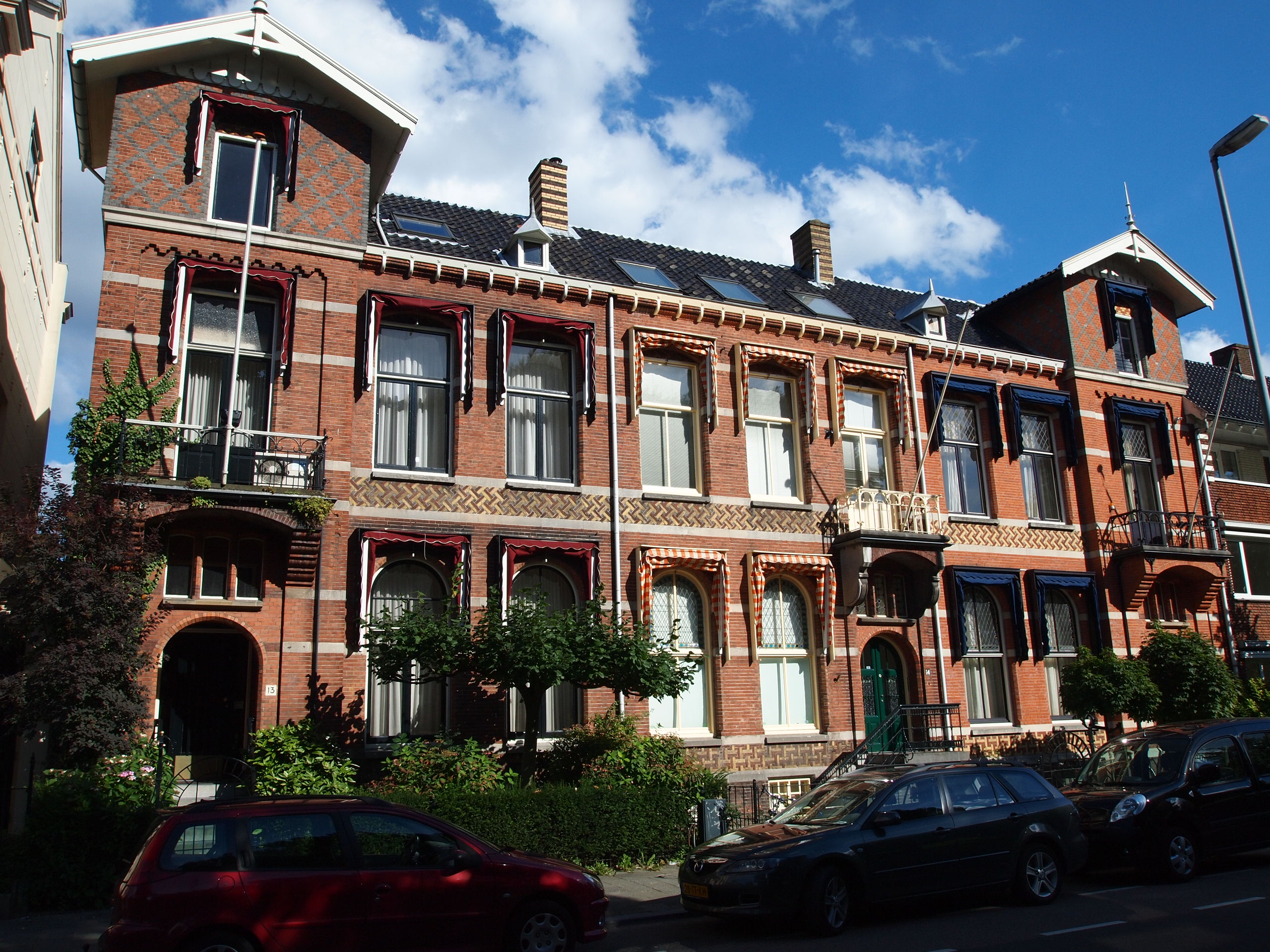
Drie geschakelde herenhuizen te Utrecht (Maliesingel 13-15, ca. 1905)
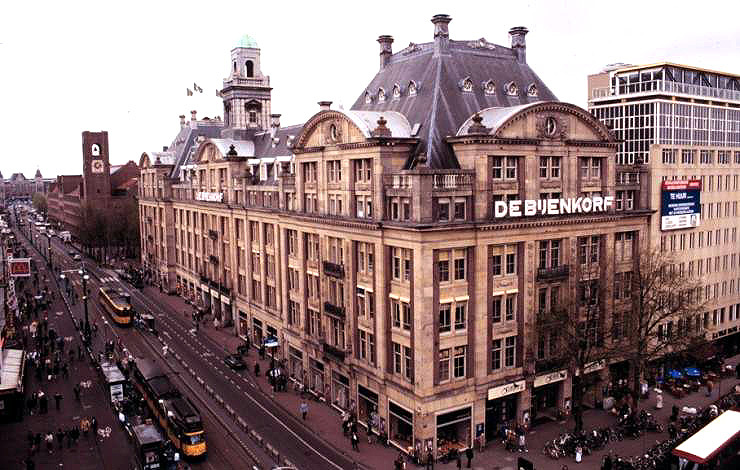
De Bijenkorf in Amsterdam (ca. 1911)